# Vítor Ferreira
Vítor Jorge Fernandes Ferreira (Braga, 4 juli 1988) is een Portugees voetbalscheidsrechter. Hij is sinds 2017 actief in de Primeira Liga en sinds 2020 in dienst van FIFA en UEFA.
Ferreira floot zijn eerste wedstrijd in het betaald voetbal op 15 februari 2015 in de Campeonato de Portugal, het Portugese derde niveau, tussen CD Sobrado en CD Cinfães. Op 13 augustus 2016 debuteerde Ferreira in de Segunda Liga. Op 28 augustus 2017 maakte hij voor het eerst zijn opwachting in de Primeira Liga in het duel tussen Portimonense SC en CS Marítimo. Hij deelde vier gele kaarten uit.
Ferreira had op 19 augustus 2020 voor het eerst de leiding over een Europees duel. In de voorronde van de UEFA Champions League 2020/21 ontmoetten het Sloveense NK Celje en het Ierse Dundalk FC elkaar in Boedapest. De wedstrijd eindigde in 3–0 voor de Slovenen en Ferreira trok driemaal een gele kaart.
Ferreira floot op 2 juni 2021 zijn eerste interland. Dit was een vriendschappelijke wedstrijd in het Estádio Algarve (Portugal) tussen Nederland en Schotland. De wedstrijd eindigde door twee doelpunten van Memphis Depay aan Nederlandse zijde en doelpunten van Jack Hendry en Kevin Nisbet voor Schotland in 2–2. Ferreira toonde één gele kaart, aan Matthijs de Ligt.

## Interlands
| Datum          | Plaats               | Wedstrijd             | Uitslag | Competitie        | Kreeg geel | Kreeg voor de tweede keer geel en dus rood | Weggestuurd |
| -------------- | -------------------- | --------------------- | ------- | ----------------- | ---------- | ------------------------------------------ | ----------- |
| 2 juni 2021    | Loulé, Portugal      | Nederland – Schotland | 2 – 2   | Vriendschappelijk | 1          | 0                                          | 0           |
| 25 maart 2022  | Marseille, Frankrijk | Frankrijk – Ivoorkust | 2 – 1   | Vriendschappelijk | 2          | 0                                          | 0           |
| 9 januari 2023 | Loulé, Portugal      | Zweden – Finland      | 2 – 0   | Vriendschappelijk | 1          | 0                                          | 0           |